# دبلیو. دی. اسنادگراس
ویلیام د ویت اسنادگراس (به انگلیسی: William De Witt Snodgrass) (۵ ژانویه ۱۹۲۶–۱۳ ژانویه ۲۰۰۹ میلادی) یک شاعر اهل ایالات متحده آمریکا بود. جایزه پولیتزر برای شعر در سال ۱۹۶۰ میلادی به وی تعلق گرفت.
دبلیو. دی. اسنادگراس از شاعران تجربی آمریکا به حساب می‌آمد و شعرسرایی را به طور ناگهانی شروع کرد و نخستین مجموعه شعرش به نام Heart's Needle توسط انتشارات آلفرد ای ناپ نیز جایزه پولیتزر را از آن وی کرد.
اسنادگراس در سرودن اشعارش از زندگی شخصی خود الهام گرفت و به همین خاطر وی را شاعر زندگی خود لقب داده‌اند.
منتقدان ادبی آمریکا نیز اشعار شاعر را نوعی اعتراف شخصی تلقی می‌کنند و وی را یکی از موفق‌ترین شاعران این سبک شعری می‌دانند.